# Artakowo-Wandariec
Artakowo-Wandariec (ros. Артаково-Вандарец) – wieś (ros. село, trb. sieło) w zachodniej Rosji, w sielsowiecie bielajewskim rejonu konyszowskiego w obwodzie kurskim.

## Geografia
Miejscowość położona jest nad Wandariecem (lewy dopływ Swapy), 7 km od centrum administracyjnego sielsowietu (Bielajewo), 8,5 km na północny zachód od centrum administracyjnego rejonu (Konyszowka), 70 km na północny zachód od Kurska.
We wsi znajdują się 102 posesje.
Klimat
Miejscowość, jak i cały rejon, znajduje się w strefie klimatu kontynentalnego z łagodnym ciepłym latem i równomiernie rozłożonymi opadami rocznymi (Dfb w klasyfikacji klimatów Köppena).

## Demografia
W 2010 r. wieś zamieszkiwały 52 osoby.